# Ryūtarō Morimoto
Ryūtarō Morimoto (森本 龍太郞?, Morimoto Ryūtarō; Kanagawa, 6 aprile 1995) è un cantante giapponese ex-membro degli Hey! Say! JUMP.
È stato sotto la gestione della Johnny & Associates a partire dal 2004 e fino al giugno del 2011, quando tutte le sue attività con il gruppo di cui faceva parte sono state sospese a seguito di uno scandalo dovuto  all'esser stato fotografato mentre fumava pur essendo ancora minorenne. Shintarō Morimoto, anche lui facente parte della scuderia Johnnys, è suo fratello minore.

## Vita e carriera
Alla tenera età di 9 anni comincia ad apparire in show e varietà televisivi; è entrato a far parte dei Johnny's Jr. in qualità di tirocinante assieme a Ryōsuke Yamada e subito entrato a far parte del gruppo JJ a fianco di Daiki Arioka, Yūya Takaki, Yūto Nakajima e Kei Inoo, tutti futuri compagni di band.
Con gli Hey! Say! JUMP debutta nel 2007, subito accolto positivamente dalla critica: sono stati la band con l'età media più giovane (meno di 15 anni) di tutta la storia musicale giapponese. 
Nel 2009 è stato derubato da un fan di 17 anni che lo aveva pedinato in più occasioni per un periodo di più di 6 mesi, fino ad essere minacciato con un coltello, tanto da portare la famiglia a consultarsi con le forze dell'ordine: questo è stato uno dei casi di stalking più gravi riguardanti un idol nella storia recente del paese
La sua promettente carriera è stata però bruscamente interrotta il 28 giugno 2011 quando foto che lo vedono fumare trapelano su internet: una rivista, Shunkan Josei, ha pubblicato un articolo in cui rivelava che il ragazzo abitualmente fumava pur essendo ancora minorenne. L'agenzia espresse pubblicamente pubbliche scuse e sospese tutte le attività di Ryūtarō a tempo indeterminato.
Il 15 novembre 2011 il suo profilo è stato rimosso dal sito ufficiale della Johnny Entertainment: lo stesso fondatore Johnny Kitagawa ha rilasciato un'intervista ufficiale sulla questione, dichiarando che il ragazzo d'ora in poi si concentrerà esclusivamente sullo studio, escludendo ogni possibilità ch'egli possa presto tornare nuovamente ad esibirsi.

## Filmografia
- 2007: Juken no Kamisama - Saionji Yoshitsugu (NTV)